# Danzas húngaras (Brahms)
Las danzas húngaras (alemán: Ungarische Tänze) de Johannes Brahms (WoO 1), es un grupo de veintiuna alegres danzas, basadas su mayoría en temas húngaros, compuestas en 1869. Las danzas 11, 14 y 16 son originales. Duran entre uno y cuatro minutos. Brahms originalmente las compuso para piano a cuatro manos, y luego arregló diez de ellas para piano solo, y algunas otras (números 1, 3 y 10) para orquesta. Varios compositores, en especial, Antonín Dvořák, han orquestado las demás. Quizás la más conocida es la «Danza Húngara n°5» en fa sostenido menor (sol menor en la versión orquestal). 
De todas las Danzas húngaras se han hecho innumerables versiones clásicas, acústicas, con nuevas tecnologías. En ellas se encuentran algunas de las piezas más populares del compositor. Además, las danzas húngaras influyeron en muchos compositores clásicos en la composición de sus obras, en especial a Antonín Dvořák, claramente apreciable en su serie de Danzas eslavas.